# 1088
Anul 1088 (MLXXXVIII) a fost un an al calendarului iulian.

## Evenimente

### Nedatate
- iunie: O nouă campanie a almoravidului Iusuf ibn Tashfin în Andalusia; este atacată fortăreața Aledo, din regiunea Murcia, care însă rezistă ca urmare a ajutorului trimis la timp de regele Alfonso al VI-lea al Castiliei; apar neînțelegeri între conducătorul almoravid și emirii din Andaluzia.
- Episcopul de Santiago de Compostela, Diego Pelaez, acuzat de intenția de a fi pus Galicia la dispoziția regelui William I al Angliei, este depus în cadrul conciliului convocat de regele Alfonso al VI-lea al Castiliei la Husillos.
- Genovezii și pisanii se retrag din Mahdia doar după ce obțin numeroase privilegii din partea conducătorilor zirizi.
- Guillaume al IV-lea își vinde drepturile asupra comitatului de Toulouse către fratele său, Raymond.
- Împărțirea teritoriilor normandului Robert Guiscard din sudul Italiei: Bohemund obține principatele de Taranto, Oria, Otranto și Gallipoli, în compensație față de renunțarea sa la ducatul Apuliei în favoarea lui Roger Borsa.
- Rebeliunea condusă de Odo de Bayeux, împotriva regelui William al II-lea Rufus al Angliei, prin care se urmărește reunirea regatului Angliei cu ducatul de Normandia sub conducerea lui Robert Courteheuse.
- Un puternic cutremur devastează Georgia.

## Arte, Știință, Literatură și Filozofie
- 30 septembrie: Încep lucrările la cea de a treia și cea mai extinsă biserică de la Cluny.
- Savantul chinez Shen Kuo publică o imensă lucrare enciclopedică în domeniul invențiilor științifice.
- Savantul chinez Su Song construiește primul orologiu astronomic, la Kaifeng.
- Universitatea din Bologna, Italia, cea mai veche universitate din Europa.

## Înscăunări
- 12 martie: Urban al II-lea (n. Eudes de Châtillon), papă (1088-1099)
- Mansur ibn Nasir, în statul condus de dinastia hammadizilor.
- Raymond al IV-lea, conte de Toulouse.

## Nașteri
- Balduin al III-lea de Hainaut, conte de Hainaut (d. 1120)
- Oystein I de Norvegia (d. 1123)

## Decese
- 6 ianuarie: Berengar din Tours, teolog și filosof scolastic francez (n. 1000)

- 11 martie: Berthold de Reichenau, istoric și călugăr german (n. 1030)
- Abd Allah Ansari din Herat, mistic persan (n. 1006)
- Naser Khosrow, teolog persan (n. 1004)